# Steve Ellner
Steve Ellner (nacido el 21 de diciembre de 1946) es profesor de historia económica y ciencias políticas en la Universidad de Oriente en Puerto La Cruz, Venezuela desde 1977. Es autor de numerosos libros y artículos en revistas académicas sobre la historia y política venezolana, específicamente en el área de los partidos políticos y movimiento obrero. Además, Ellner desde los años 80 colaboró frecuentemente con la revista Commonweal y más recientemente con In These Times y NACLA: Report on the Americas y ha publicado en la página de opinión del New York Times y Los Angeles Times. A menudo es conferencista en EE. UU. y otros países sobre los acontecimientos venezolanos y latinoamericanos. La mayoría de sus trabajos académicos han sido traducidos y publicados en español. Desde enero de 2019 ha sido un Editor Asociado de la revista académica Latin American Perspectives.

## Biografía
Ellner nació en la ciudad de Nueva York donde su abuelo y abuela paternos llegaron desde Austria y Finlandia, respectivamente. Su abuelo, Joseph Ellner, fue escritor y autor de The Gipsy Patteran.  En 1954, la familia Ellner se mudó al estado Connecticut.
Ellner se especializó en la historia latinoamericana a nivel de pre y posgrado universitario. Recibió su licenciatura de Goddard College en Vermont, su maestría de la Southern Connecticut State University y su Ph.D. de la University of New Mexico, siendo su tutor el prominente historiador Edwin Lieuwen. En los años 60, Ellner participó activamente en el grupo estudiantil Students for a Democratic Society y luego en el American Independent Movement (AIM) en New Haven, Connecticut y el comité de boicot de la United Farm Workers en Albuquerque, Nuevo México.
Ellner está casado con Carmen Hercilia Sánchez y tiene dos hijos, Michelle María y Michael Eduardo.

## Carrera académica
Además de ser profesor de la UDO, Ellner ha sido professor visitante en la Universidad Central de Venezuela (1994-2001), St. John Fisher College en Rochester, NY (2001), Georgetown University (2004), Duke University (2005), Universidad de Buenos Aires (2010), Australian National University (2013), y ha dado clases en el School of International and Public Affairs de la Columbia University (2011) y Johns Hopkins University (2012). Ellner es miembro de la junta asesora de ‘‘Science & Society’’.

## Premios y honores
Premio a la Productividad Académica Universitaria (primer lugar en el área de ciencias sociales), otorgado por los Consejos de Desarrollo Científico Humanístico Tecnológico (CDCHT) del Consejo Nacional de Universidades de Venezuela, 2004.

## Libros-monografías
- Los partidos políticos y su disputa por el control del movimiento sindical en Venezuela, 1936-1948 (Universidad Católica Andrés Bello, 1980).
- The Venezuelan Petroleum Corporation and the Debate over Government Policy in Basic Industry (University of Glasgow, 1987).
- Generational Identification and Political Fragmentation in Venezuelan Politics in the Late 1960s (University of Akron-Allegheny, 1989).
- De la derrota guerrillera a la política innovadora: El Movimiento al Socialismo (MAS) (Monte Ávila, 1992). ISBN 980-01-0548-4
- The Latin American Left: From the Fall of Allende to Perestroika, coeditor con Barry Carr (Westview, 1993). ISBN 0-8133-1200-0
- El sindicalismo en Venezuela en el contexto democrático (1958-1994)  (Editorial Tropykos, 1995). ISBN 980-325-103-1
- Venezuelan Politics in the Chávez Era: Class, Polarization and Conflict, coeditor con Daniel Hellinger (Lynne Rienner, 2003). ISBN 1-58826-108-5
- ‘‘La política venezolana en la época de Chávez: clases, polarización y conflicto’’,  coeditor con Daniel Hellinger (Nueva Sociedad, 2003). ISBN 980317200X
- Neoliberalismo y Anti-Neoliberalismo en América Latina: El debate sobre estrategias (Editorial Tropykos, 2006). ISBN 980-325-302-6
- Venezuela: Hugo Chávez and the Decline of an “Exceptional Democracy,” coeditor con Miguel Tinker Salas (Rowman and Littlefield, 2007). ISBN 978-0-7425-5455-9
- Rethinking Venezuelan Politics: Class, Conflict and the Chávez Phenomenon (Lynne Rienner, 2008). ISBN 978-1-58826-560-9
- El fenómeno Chávez: sus orígenes y su impacto (Editorial Tropykos, 2011). ISBN 978-980-724-837-2. Second edition: CELARG, 2014. ISBN 978-980-399-052-7
- Latin America’s Radical Left: Challenges and Complexities of Political Power in the Twenty-First Century, editor (Rowman and Littlefield, 2014). ISBN 978-1-4422-2949-5
- Latin America’s Pink Tide: Breakthroughs and Shortcomings, editor (Rowman & Littlefield, 2020). ISBN 9781538125632